# Viola, Tennessee
Viola är en ort i Warren County i delstaten Tennessee, USA.